# Stroud (Australie)
Pour les articles homonymes, voir Stroud (homonymie).
Stroud (669 habitants) est un village du Conseil des Grands Lacs en Nouvelle-Galles du Sud, en Australie à 213 km au nord de Sydney et à 70 km au nord de Newcastle sur la Bucketts Way.